# Xanthotrogus fortis
Xanthotrogus fortis är en skalbaggsart som beskrevs av Edmund Reitter 1902. Xanthotrogus fortis ingår i släktet Xanthotrogus och familjen Melolonthidae. Inga underarter finns listade i Catalogue of Life.